# 聖巴勃羅區 (貝亞維斯塔省)
6°48′44″S 76°34′36″W / 6.8123°S 76.5766°W
聖巴勃羅區（西班牙語：Distrito de San Pablo），是秘魯的一個區，位於該國中北部聖馬丁大區的貝亞維斯塔省，始建於1945年1月5日，面積362.5平方公里，海拔高度250米，2005年人口9,459，人口密度每平方公里26人。